# Useless ID
Useless ID is een Israëlische punkband afkomstig uit Haifa en opgericht in 1994. De band bestaat uit basgitarist Yotam Ben Horin, gitarist Ishay Berger, slaggitarist Guy Carmel, en drummer Corey Ben Yehuda. Useless ID heeft tot op heden acht studioalbums en een reeks ep's en singles uit laten geven.

## Geschiedenis
Useless ID werd opgericht in 1994 door zanger en slaggitarist Guy Carmel, drummer Ralf Hober, gitarist Adi Elkabets, en basgitarist Nadav Elkabets. Gedurende de eerste eerste jaren na de oprichting was Useless ID voornamelijk actief in de Israëlische punkscene en bracht tijdens deze periode twee studioalbums onder het eigen platenlabel Falafel Records uit.
Twee jaar na de oprichting van de band besloten de leden om shows te gaan spelen in de Verenigde Staten, wat uiteindelijk resulteerde in een halfjaar lange tour door de VS. Deze tour werd opgevolgd door vijf tours in Noord-Amerika, twee in Europa and een in Japan. In 1996, nadat de band deze tours achter de rug had, werd basgitarist Adi Elkabets vervangen door Yotam Ben Horin.
De internationale doorbraak van Useless ID kwam in 1999, nadat The Ataris-frontman Kris Roe de band hoorde spelen en Useless ID uitnodigde om een splitalbum op te nemen en uit te laten geven via Kung Fu Records. Het album, getiteld Let It Burn, bevat negen nummers van Ataris en zeven nummers van Useless ID. Het nummer "Too Bad You Don't Get It" werd tevens uitgegeven op het compilatiealbum Short Music for Short People van Fat Wreck Chords dat hetzelfde jaar werd uitgegeven. Na de uitgave van Let It Burn tekende de band een contract bij Kung Fu Records waarna in 2001 het derde studioalbum Bad Story, Happy Ending werd uitgegeven. Het album werd geproduceerd door Kris Roe en is het eerstes studioalbum waarop basgitarist Yotam Ben Horin de zangpartijen voor zijn rekening neemt. Ben-Horin werd uiteindelijk de frontman en songwriter van de band.
In 2003 liet de band het vierde studioalbum, No Vacation from the World, uitgeven via Kung Fu Records. Angus Cooke (van The Ataris) produceerde het album samen met Tony Sly van No Use for a Name. Een jaar later werd het nummer "State of Fear" uitgegeven op de compilatiealbum Rock Against Bush, Vol. 2. Hierna liet de band het vijfde studioalbum uitgeven, getiteld Redemption, dat in december 2004 in Israël en Japan werd uitgegeven, en in juli 2005 in de rest van de wereld. Dit album werd geproduceerd door Bill Stevenson van Descendents en opgenomen in The Blasting Room van maart tot en met april 2004. Drummer Ido Blaustein verliet de band vlak voor de opname van het album. Hij werd tijdens de opnamesessies vervangen door Moshe Liberman, maar werd uiteindelijk permanent vervangen door Yonatan Harpak van de Israëlische punkband Punkache, die vlak voor de uitgave van Redemption bij de band kwam spelen.
In 2008 keerde de band terug naar The Blasting Room om daar het zesde studioalbum op te nemen, dat weer door Stevenson geproduceerd zou worden. Op 24 juli 2008 werd bekendgemaakt dat het album, getiteld The Lost Broken Bones, in oktober 2008 uitgegeven zou worden via het platenlabel Suburban Home Records. Na de opname van het album ging de band op tours door het Verenigd Koninkrijk, China en Japan. Het album werd uitgegeven op 18 oktober 2008 en werd gevolgd door een tour door Israël.
In de zomer van 2009 nam de band een album in het Hebreeuws op samen met de Israëlische hiphop/reggae-artiest Muki. De band schreef de muziek en Muki de teksten. Sommige van de nummers worden ondersteund door zang van Yotam Ben Horin. Het project werd gestart met een tour door Israël die begon op 15 oktober 2009 in Tel Aviv.
Op 30 januari 2011 liet Yotam Ben Horin weten dat het schrijven van het zevende studioalbum klaar was. In februari 2011 nam de band het nieuwe studioalbum op, opnieuw in The Blasting Room met producer Bill Stevenson, die ook de voorgaande twee studioalbums heeft geproduceerd. Op 16 februari 2011 liet de band een verzamelalbum getiteld The Lost Broken Tunes: Vol. 1 uitgeven. Het album werd exclusief uitgegeven in Japan en bevat demo's, akoestische nummers en andere moeilijk verkrijgbare nummers van Useless ID. Een tweede deel, getiteld The Lost Broken Tunes: Vol. 2, werd een maand later uitgegeven op 16 maart 2011 en bevat oudere demo's en niet eerder uitgegeven materiaal.
Op 28 november 2011 werd bekendgemaakt dat Useless ID een contract had getekend bij het Californische platenlabel Fat Wreck Chords, waarbij de band het aankomende studioalbum zou uitgeven. Het resultaat, getiteld Symptoms, werd uitgegeven op 14 februari 2012. Op 10 januari 2012 werd het nummer "Before It Kills" op de website van Fat Wreck Chords online gezet. Op 21 februari werd een videoclip voor dit nummer uitgegeven.
Op 7 maart 2012 werd bekendgemaakt dat drummer Jonathan Harpak de band na acht jaar zou verlaten om verder te gaan in andere bands en muzikale projecten. Zijn vervanger werd Gideon Berger (van Kill the Drive), de broer van gitarist Ishay Berger. In juni-juli 2012 ging Useless ID op tour door Europa samen met Lagwagon. Deze tour werd gevolgd door een andere in oktober 2012 in Noord-Amerika, samen met de Amerikaanse punkbands Lagwagon, The Flatliners en Dead to Me. In toerde Useless ID samen met de Duitse punkband Die Toten Hosen in Duitsland.
Op 3 december 2015 maakte de band bekend dat het achtste studioalbum in de maak was en werd opgenomen en geproduceerd (door Bill Stevenson en Jason Livermore) in The Blasting Room. Op 19 december was het werk voltooid. Op 15 april 2016, maakte de band bekend dat het nieuwe studioalbum (getiteld State is Burning) uitgegeven zou worden op 1 juli 2016. Er werd ook een ep uitgegeven getiteld We Don't Want the Airwaves. Er werd tevens bekendgemaakt dat deze ep op 7-inch vinyl uitgegeven zou worden op 6 mei 2016 met daarop drie nummers die zijn opgenomen tijdens de opnamesessies voor het studioalbum en twee akoestische nummers, waaronder de titeltrack. State is Burning werd uiteindelijk op 1 juli 2016 via Fat Wreck Chords uitgegeven.

## Leden
| Huidige leden - Yotam Ben Horin - zang, basgitaar (1996-heden) - Ishay Berger - gitaar, achtergrondzang (1996-heden) - Guy Carmel - slaggitaar, achtergrondzang (1994-heden) - Corey Ben Yehuda - drums, slagwerk (2016-heden) | Voormalige leden - Gideon Berger - drums, slagwerk, achtergrondzang (2012-2016) - Jonathan Harpak - drums, slagwerk (2004-2012) - Ido Blaustein - drums, slagwerk (2000-2004) - Ralph Huber - drums, slagwerk (1994-2000) - Adi Alkabetz - basgitaar, achtergrondzang (1994-1996) - Nadav Alkabetz - gitaar, achtergrondzang (1994-1996) |

## Discografie
Studioalbums
- Dead's Not Punk (1997)
- Get in the Pita Bread Pit (1999)
- Bad Story, Happy Ending (2001)
- No Vacation From The World (2003)
- Redemption (2005)
- The Lost Broken Bones (2008)
- Symptoms (2012)
- State is Burning (2016)